# New Ipswich
New Ipswich és una població dels Estats Units a l'estat de Nou Hampshire. Segons el cens del 2000 tenia 4.289 habitants.

## Demografia
Segons el cens del 2000, New Ipswich tenia 4.289 habitants, 1.350 habitatges, i 1.089 famílies. La densitat de població era de 50,6 habitants per km².
Dels 1.350 habitatges en un 45,6% hi vivien nens de menys de 18 anys, en un 69,6% hi vivien parelles casades, en un 7,2% dones solteres, i en un 19,3% no eren unitats familiars. En el 15,2% dels habitatges hi vivien persones soles el 5,6% de les quals corresponia a persones de 65 anys o més que vivien soles. El nombre mitjà de persones vivint en cada habitatge era de 3,16 i el nombre mitjà de persones que vivien en cada família era de 3,55.
Per edats la població es repartia de la següent manera: un 34,5% tenia menys de 18 anys, un 7,7% entre 18 i 24, un 29,8% entre 25 i 44, un 20,4% de 45 a 60 i un 7,5% 65 anys o més.
L'edat mediana era de 32 anys. Per cada 100 dones de 18 o més anys hi havia 101,7 homes.
La renda mediana per habitatge era de 53.939$ i la renda mediana per família de 57.865$. Els homes tenien una renda mediana de 40.887$ mentre que les dones 26.724$. La renda per capita de la població era de 20.210$. Entorn del 4,3% de les famílies i el 7,1% de la població estaven per davall del llindar de pobresa.